# Come What May (canción)
Come What May (Pase lo que pase) es una canción del género rock and roll soft grabada y popularizada por Elvis Presley en 1966, cuya composición estuvo a cargo de Franklin Tableporter. La pieza se editó como cara B de un disco simple con Love Letters en su lado A.

## Grabación
"Love Letters / Come What May" resultaría ser el primer single publicado por Elvis con nuevos temas no destinados a una banda sonora tras luego de dos años. A finales del mes de mayo de 1966, Elvis entra en el estudio de grabación B de la RCA en Nashville para registrar nuevos temas de cara a un futuro álbum gospel, además de otras canciones que irán viendo la luz en formato de discos simples o como bonus tracks de las bandas sonoras. Poco a poco Elvis comenzaba a parecer recuperar la ilusión por grabar temas que no tuvieran que ver directamente con su carrera en Hollywood. Precisamente, este single incluye dos canciones de esas sesiones de grabación destinadas al futuro How Great Thou Art (1966) aunque no llegarían a incluirse en el LP.
Come What May, que fue grabada el día 28 de mayo de ese año y quesería la cara, cara B, no conseguiría entrar en listas de éxitos. Elvis grabó un total de ocho tomas siendo precisamente la última la que se extrajo para la realización del master. 
Aunque la totalidad de los músicos no tocaron al mismo tiempo en cada una de las versiones que se realizaron del tema, Elvis se vio acompañado para estas nuevas sesiones de grabación de músicos de la talla de Scotty Moore, Chip Young y Harold Bradley (aunque éste último, no es del todo seguro que efectivamente participara); Bob Moore  y Henry Strzelecki  al bajo, Charlie McCoy  a la guitarra, bajo y armónica; Murrey "Buddy" Harman y D.J. Fontana a la batería, Floyd Cramer al piano, Henry Slaughter (The Imperials) y David Briggs  al piano y al órgano, Peter Drake al steel guitar, Homer "Boots" Randolph al saxofón, Rufus Long yenRay Stevens en las trompetas; The Imperials: Armond Morales, Jake Hess, Gary McSpadden y Sherrill Nielsen  y Millie Kirkham, June Page y Dolores Edgin.

## Letra
La historia de la canción trata acerca de un joven que le cuenta a su amada acerca de que el amor que ambos han logrado cosechar tiene características divinas y que ambos se pertenecen el uno al otro pase lo que pase. Una fotografía de ella le ayuda a apaciguar la amargura que él siente cuando ambos están separados en algún momento.. Pese a que la letra tiene ciertos momentos dramáticos, el ritmo en que la canción está planteado resulta un alegre soft rock and roll 
I am yours and you are mine, come what may
Love like ours remains divine, come what may
Even though we're miles apart
You're living in my lonely heart

At night the teardrops start and pour the long long day

## Ediciones
- "Love Letters / Come What May" (sencillo) RCA 1966 [3]
- "Long, Lonely Highway" (álbum) RCA 2000 [6]
- The Complete Elvis Presley Masters (colección) RCA 2010 [6]